# Moosbach (Oberpfalz)
Moosbach (Oberpfalz) este o comună-târg din districtul Neustadt an der Waldnaab, regiunea administrativă Palatinatul Superior, landul Bavaria, Germania.